# قره محمود باشا البوشاطي
قره محمود باشا البوشاطي هو سياسي عثماني شغل منصب والي في الدولة العثمانية.

## مناصبه
تولى المناصب التالية:
- سنجق بك إشقودرة (1 يونيو 1775–1 سبتمبر 1796)